# Comăna de Jos
Comăna de Jos – wieś w Rumunii, w okręgu Braszów, w gminie Comăna. W 2011 roku liczyła 996 mieszkańców.